# Liste der Stolpersteine in Meinerzhagen
In der Liste der Stolpersteine in Meinerzhagen werden die vorhandenen Gedenksteine aufgeführt, die im Rahmen des Projektes Stolpersteine des Künstlers Gunter Demnig in der Stadt Meinerzhagen bisher verlegt worden sind.
Anlässlich der bisherigen drei Verlegeaktionen am 26. Juni 2013, 29. August 2014 und am 17. November 2014 wurden in Meinerzhagen bisher insgesamt 34 Steine verlegt.
| Adresse                          | Name              | Inschrift | Verlegedatum  | Bild                                                             | Anmerkung                                                        |
| -------------------------------- | ----------------- | --- | ------------- | ---------------------------------------------------------------- | ---------------------------------------------------------------- |
| Kirchstraße 22 (Standort)        | David Borenstein  | Hier wohnte David Borenstein Jg. 1888 Flucht 1938 Argentinien überlebt                                                                                | 26. Juni 2013 | Stolperstein Meinerzhagen Kirchstraße 22 David Borenstein        |                                                                  |
| Kirchstraße 22 (Standort)        | Erna Borenstein   | Hier wohnte Erna Borenstein geb. Rosenthal gesch. Becker Jg. 1894 Flucht 1938 Argentinien überlebt                                                    | 26. Juni 2013 | Stolperstein Meinerzhagen Kirchstraße 22 Erna Borenstein         |                                                                  |
| Kirchstraße 22 (Standort)        | Rudi Becker       | Hier wohnte Rudi Becker Jg. 1914 Flucht 1936 Argentinien überlebt                                                                                     | 26. Juni 2013 | Stolperstein Meinerzhagen Kirchstraße 22 Rudi Becker             |                                                                  |
| Kirchstraße 22 (Standort)        | Johanne Rosenthal | Hier wohnte Johanne Rosenthal Jg. 1884 unfreiwillig verzogen 1938 Unna Israelitisches Altersheim deportiert 1942 Theresienstadt ermordet in Auschwitz | 26. Juni 2013 | Stolperstein Meinerzhagen Kirchstraße 22 Johanne Borenstein      | geboren am 15. Februar 1884 in Meinerzhagen                      |
| Kirchstraße 22 (Standort)        | Pauline Stern     | Hier wohnte Pauline Stern geb. Oppenheimer Jg. 1882 deportiert 1942 Zamosc ermordet                                                                   | 26. Juni 2013 | Stolperstein Meinerzhagen Kirchstraße 22 Pauline Stern           | geboren am 30. April 1882 in Gedern                              |
| Hauptstraße 15 (Standort)        | Max Rosenthal     | Hier wohnte Max Rosenthal Jg. 1881 ‘Schutzhaft’ 1938 Sachsenhausen deportiert 1942 Zamosc ermordet                                                    | 26. Juni 2013 | Stolperstein Meinerzhagen Hauptstraße 15 Max Rosenthal           | geboren am 16. Dezember 1881 in Meinerzhagen                     |
| Hauptstraße 15 (Standort)        | Rosa Rosenthal    | Hier wohnte Rosa Rosenthal geb. Brandes Jg. 1878 gedemütigt/entrechtet tot 7.10.1938                                                                  | 26. Juni 2013 | Stolperstein Meinerzhagen Hauptstraße 15 Rosa Rosenthal          |                                                                  |
| Hauptstraße 15 (Standort)        | Ilse Rosenthal    | Hier wohnte Ilse Rosenthal verh. Langfuhr Jg. 1907 Flucht 1939 England überlebt                                                                       | 26. Juni 2013 | Stolperstein Meinerzhagen Hauptstraße 15 Ilse Rosenthal          |                                                                  |
| Hauptstraße 15 (Standort)        | Walter Rosenthal  | Hier wohnte Walter Rosenthal Jg. 1913 Flucht 1937 Palästina überlebt                                                                                  | 26. Juni 2013 | Stolperstein Meinerzhagen Hauptstraße 15 Walter Rosenthal        |                                                                  |
| Hauptstraße 15 (Standort)        | Paula Brandes     | Hier wohnte Paula Brandes Jg. 1876 deportiert 1942 Theresienstadt ermordet in Treblinka                                                               | 26. Juni 2013 | Stolperstein Meinerzhagen Hauptstraße 15 Paula Brandes           | geboren am 21. Juli 1876 in Rotenburg a. d. Fulda                |
| Hauptstraße 31 (Standort)        | Louis Stern       | Hier wohnte Louis Stern Jg. 1882 ‘Schutzhaft’ 1938 Gefängnis Iserlohn deportiert 1942 Zamosc ermordet                                                 | 26. Juni 2013 | Stolperstein Meinerzhagen Hauptstraße 31 Louis Stern             | geboren am 11. September 1882 in Meinerzhagen                    |
| Hauptstraße 31 (Standort)        | Thekla Stern      | Hier wohnte Thekla Stern geb. Lennhoff Jg. 1886 deportiert 1942 Zamosc ermordet                                                                       | 26. Juni 2013 | Stolperstein Meinerzhagen Hauptstraße 31 Thekla Stern            | geboren am 29. Juni 1886 in Plettenberg                          |
| Hauptstraße 31 (Standort)        | Arthur Stern      | Hier wohnte Arthur Stern Jg. 1913 Flucht 1939 Belgien interniert Mechelen deportiert 1942 Cosel ermordet in Auschwitz                                 | 26. Juni 2013 | Stolperstein Meinerzhagen Hauptstraße 31 Arthur Stern            | geboren am 5. März 1913 in Meinerzhagen                          |
| Hauptstraße 31 (Standort)        | Erich Stern       | Hier wohnte Erich Stern Jg. 1914 ‘Schutzhaft’ 1938 Gefängnis Iserlohn Flucht 1939 Shanghai überlebt                                                   | 26. Juni 2013 | Stolperstein Meinerzhagen Hauptstraße 31 Erich Stern             |                                                                  |
| Teichstraße 10 (Standort)        | Hilde Stern       | Hier wohnte Hilde Stern verh. Gross Jg. 1912 Flucht 1938 Kolumbien überlebt                                                                           | 26. Juni 2013 | Stolperstein Meinerzhagen Teichstraße 10 Hilde Stern             |                                                                  |
| Teichstraße 10 (Standort)        | Johanna Stern     | Hier wohnte Johanna Stern geb. Frankenberg Jg. 1887 deportiert 1942 Izbica ermordet                                                                   | 26. Juni 2013 | Stolperstein Meinerzhagen Teichstraße 10 Johanna Stern           | geboren am 31. Mai 1887 in Menden                                |
| Teichstraße 10 (Standort)        | Edith Stern       | Hier wohnte Edith Stern verh. Goldberg Jg. 1915 Flucht 1938 Brasilien überlebt                                                                        | 26. Juni 2013 | Stolperstein Meinerzhagen Teichstraße 10 Edith Stern             |                                                                  |
| Kirchstraße 5 (Standort)         | Leo Stern         | Hier wohnte Leo Stern Jg. 1882 ‘Schutzhaft’ 1939 Sachsenhausen deportiert 1942 Zamosc ermordet                                                        | 29. Aug. 2014 | Stolperstein Meinerzhagen Kirchstraße 5 Leo Stern                | geboren am 5. September 1882 in Meinerzhagen                     |
| Kirchstraße 5 (Standort)         | Erna Stern        | Hier wohnte Erna Stern geb. Rosenberg Jg. 1887 deportiert 1942 Zamosc ermordet                                                                        | 29. Aug. 2014 | Stolperstein Meinerzhagen Kirchstraße 5 Erna Stern               | geboren am 17. Dezember 1887 in Münster i. Westfalen             |
| Kirchstraße 5 (Standort)         | Franziska Stern   | Hier wohnte Franziska Stern Jg. 1911 Flucht 1939 England                                                                                              | 29. Aug. 2014 | Stolperstein Meinerzhagen Kirchstraße 5 Franziska Stern          |                                                                  |
| Kirchstraße 5 (Standort)         | Bernhard Stern    | Hier wohnte Bernhard Stern Jg. 1912 Flucht 1939 Shanghai                                                                                              | 29. Aug. 2014 | Stolperstein Meinerzhagen Kirchstraße 5 Bernhard Stern           |                                                                  |
| Kirchstraße 5 (Standort)         | Kurt Stern        | Hier wohnte Kurt Stern Jg. 1920 Flucht 1939 Shanghai                                                                                                  | 29. Aug. 2014 | Stolperstein Meinerzhagen Kirchstraße 5 Kurt Stern               |                                                                  |
| Kirchstraße 5 (Standort)         | Karola Stern      | Hier wohnte Karola Stern Jg. 1891 deportiert 1942 Zamosc ermordet                                                                                     | 29. Aug. 2014 | Stolperstein Meinerzhagen Kirchstraße 5 Karola Stern             | geboren am 28. Juni 1891 in Meinerzhagen                         |
| Kirchstraße 5 (Standort)         | Hedwig Rosenberg  | Hier wohnte Hedwig Rosenberg Jg. 1892 deportiert 1942 Zamosc ermordet                                                                                 | 29. Aug. 2014 | Stolperstein Meinerzhagen Kirchstraße 5 Hedwig Rosenberg         | geboren am 7. Oktober 1892 in Münster i. Westfalen               |
| Zur Alten Post 8 (Standort)      | Julius Stern      | Hier wohnte Julius Stern Jg. 1876 ‘Schutzhaft’ 1938 Sachsenhausen deportiert 1942 Zamosc ermordet                                                     | 29. Aug. 2014 | Stolperstein Meinerzhagen Zur Alten Post 8 Julius Stern          | geboren am 21. Januar 1876 in Meinerzhagen                       |
| Zur Alten Post 8 (Standort)      | Cilly Stern       | Hier wohnte Cilly Stern geb. Weil Jg. 1882 deportiert 1942 Zamosc ermordet                                                                            | 29. Aug. 2014 | Stolperstein Meinerzhagen Zur Alten Post 8 Cilly Stern           | geboren am 7. Februar 1882 in Rexingen                           |
| Zur Alten Post 8 (Standort)      | Erwin Stern       | Hier wohnte Erwin Stern Jg. 1920 Flucht 1941 USA | 29. Aug. 2014 | Stolperstein Meinerzhagen Zur Alten Post 8 Erwin Stern           |                                                                  |
| Zur Alten Post 8 (Standort)      | Jenny Weil        | Hier wohnte Jenny Weil Jg. 1892 deportiert 1942 ermordet in Sobibor                                                                                   | 29. Aug. 2014 | Stolperstein Meinerzhagen Zur Alten Post 8 Jenny Weil            | geboren am 14. August 1892 in Rexingen                           |
| Zur Alten Post 8 (Standort)      | Siegfried Schwarz | Hier wohnte Siegfried Schwarz Jg. 1903 Flucht 1937 USA                                                                                                | 29. Aug. 2014 | Stolperstein Meinerzhagen Zur Alten Post 8 Siegfried Schwarz     |                                                                  |
| Zur Alten Post 8 (Standort)      | Erna Stern        | Hier wohnte Erna Stern verh. Schwarz Jg. 1911 Flucht USA                                                                                              | 29. Aug. 2014 | Stolperstein Meinerzhagen Zur Alten Post 8 Erna Stern            |                                                                  |
| Derschlager Straße 11 (Standort) | Julius Fischbach  | Hier wohnte Julius Fischbach Jg. 1892 Flucht 1938 USA                                                                                                 | 17. Nov. 2014 | Stolperstein Meinerzhagen Derschlager Straße 11 Julius Fischbach | Die Steine liegen auf der Rückseite des Hauses im Krummicker Weg |
| Derschlager Straße 11 (Standort) | Hedwig Fischbach  | Hier wohnte Hedwig Fischbach geb. Windmüller Jg. 1904 Flucht 1938 USA                                                                                 | 17. Nov. 2014 | Stolperstein Meinerzhagen Derschlager Straße 11 Hedwig Fischbach |                                                                  |
| Derschlager Straße 11 (Standort) | Eugen Fischbach   | Hier wohnte Eugen Fischbach Jg. 1926 Flucht 1938 USA                                                                                                  | 17. Nov. 2014 | Stolperstein Meinerzhagen Derschlager Straße 11 Eugen Fischbach  |                                                                  |
| Derschlager Straße 11 (Standort) | Eva Fischbach     | Hier wohnte Eva Fischbach verh. Lee Jg. 1928 Flucht 1938 USA                                                                                          | 17. Nov. 2014 | Stolperstein Meinerzhagen Derschlager Straße 11 Eva Fischbach    |                                                                  |